# Rebréchien
Rebréchien település Franciaországban, Loiret megyében. Lakosainak száma 1396 fő (2022. január 1.). Rebréchien Bougy-lez-Neuville, Chanteau, Loury, Marigny-les-Usages és Saint-Lyé-la-Forêt községekkel határos.

## Népesség
A település népessége az elmúlt években az alábbi módon változott:
| Lakosok száma | 482  | 876  | 1005 | 1338 | 1362 | 1350 | 1324 | 1311 | 1306 | 1396 |
|               | 1968 | 1982 | 1990 | 2006 | 2013 | 2015 | 2017 | 2019 | 2020 | 2022 |